# Edogawa
Edogawa (江戸川区?, Edogawa-ku) è uno dei 23 quartieri speciali di Tokyo, Giappone.
Prende il nome dal fiume Edo che scorre da nord a sud lungo il confine orientale del quartiere. Si trova all'estremità sud-orientale dei 23 quartieri di Tokyo, di fronte alla Prefettura di Chiba, oltre il fiume Edogawa, che scorre verso est.

## Panoramica

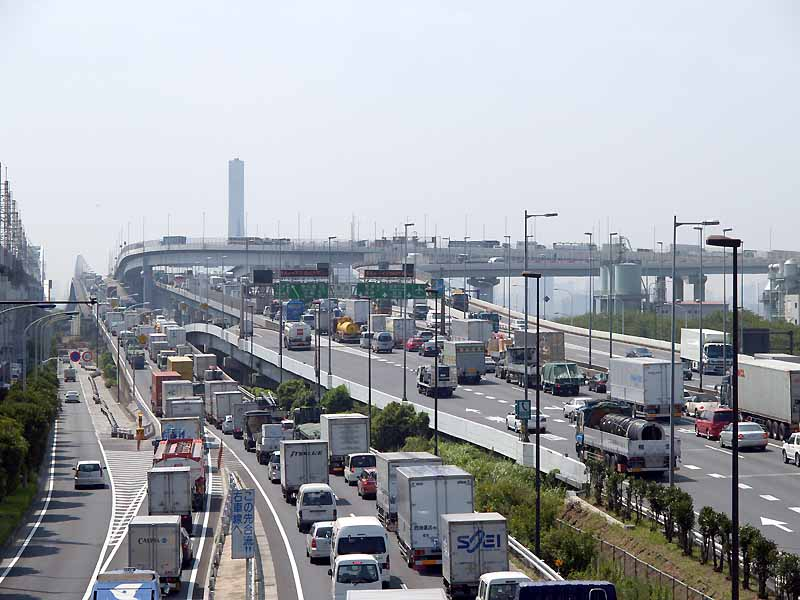
Incrocio Kasai, superstrada Shuto

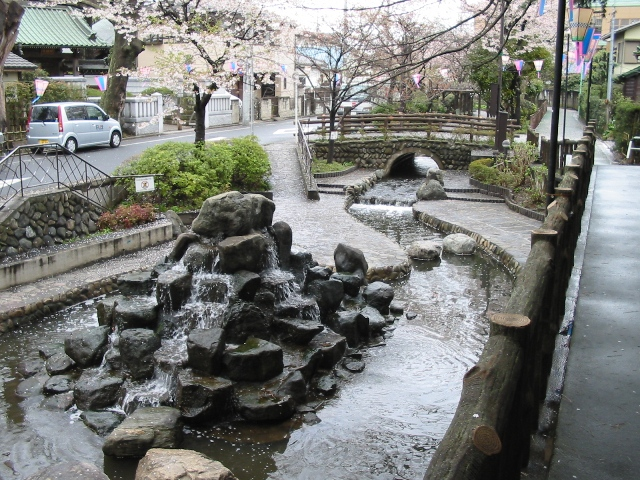
Parco acquatico Furukawa a Edogawa

Il quartiere di Edogawa ha un'area di 49,09 chilometri quadrati, diventando così il quarto più grande dei 23 quartieri. È delimitato a ovest dai fiumi Arakawa e Nakagawa, a est dal fiume Edogawa e dalle città di Urayasu, Ichikawa e Matsudo nella prefettura di Chiba, con la baia di Tokyo a sud.

## Storia
Nel 1870 (Meiji 3), venne attuata l'abolizione dei domini feudali e l'istituzione delle prefetture, e l'attuale area del distretto di Edogawa (distretto di Katsushika, provincia di Musashi) fu incorporata nella prefettura di Tokyo.
Nel 1932 (Shōwa 7), sette città e villaggi nel distretto di Minami Katsushika furono incorporati nella città di Tokyo: la città di Komatsugawa, il villaggio di Kasai, la città di Matsue, il villaggio di Mizue, il villaggio di Kamoto, il villaggio di Shinozaki e la città di Koiwa. Da questa fusione è nato il quartiere Edogawa, nella città di Tokyo, nella prefettura di Tokyo.
Nel 1943 (Shōwa 18), divenne uno dei 23 quartieri di Tokyo a causa dell'implementazione del governo metropolitano di Tokyo.

## Distretti
- Area di Komatsugawa
  - Hirai
  - Komatsugawa
- Area di Matsue
  - Chūō
  - Funabori
  - Higashikomatsugawa
  - Matsue
  - Matsushima
  - Nishiichinoe
  - Nishikomatsugawachō
  - Ōsugi
  - Area di Mizue
  - Edogawa
  - Haruechō
  - Higashimizue
  - Ichinoe
  - Ichinoechō
  - Mizue
  - Nīhori
  - Ninoechō
- Area di Kasai
  - Higashikasai
  - Horichō
  - Kitakasai
  - Minamikasai
  - Nakakasai
  - Nishikasai
  - Rinkaichō
  - Seishinchō
  - Ukitachō
- Area Shishibone
  - Higashimatsumoto
  - Hon'isshiki
  - Kamiisshiki
  - Matsumoto
  - Okinomiyachō
  - Shishibone
  - Shishibonechō
  - Yagouchi
- Area di Shinozaki
  - Higashishinozaki
  - Higashishinozakimachi
  - Kamishinozaki
  - Kitashinozaki
  - Minamishinozakimachi
  - Nishimizue
  - Shimoshinozakimachi
  - Shinozakimachi
- Area di Koiwa
  - Higashikoiwa
  - Kitakoiwa
  - Minamikoiwa
  - Nishikoiwa

## Trasporti

### Ferrovia
- JRJR East
  - JRLinea Chūō-Sōbu
    - Stazioni di Hirai – Shin-Koiwa (la stazione Shin-Koiwa si trova a Katsushika) – Koiwa

  - JRLinea Keiyō
    - Stazione di Kasairinkai-Kōen
- JRKeisei Electric Railway
  - JRLinea Keisei principale
    - Stazioni di Keisei Koiwa – Edogawa
- JRTōei
  - JRLinea Toei Shinjuku
    - Stazioni di Higashi-Ōjima – Funabori – Ichinoe – Mizue – Shinozaki
- Metropolitana di Tokyo
  - JRLinea Tōzai
    - Stazioni di Nishi-Kasai – Kasai

## Gemellaggi

### Città gemellate
- Gosford (Nuovo Galles del Sud)
- Honolulu (Hawaii)

### Legami di amicizia
- Tsuruoka, Prefettura di Yamagata
- Azumino, Prefettura di Nagano
- Minami-Uonuma, Prefettura di Niigata

### Città partner
Ha firmato un accordo di mutuo sostegno in tempi di disastro con le città di:
- Ichikawa, prefettura di Chiba
- Shirosato, prefettura di Ibaraki
- Urayasu, prefettura di Chiba

### Città di scambio
- Shirosato, prefettura di Ibaraki
- Kikonai, Hokkaidō
- Kesennuma, prefettura di Miyagi